# Chaplin Peak
Chaplin Peak är en bergstopp i Antarktis. Den ligger i Västantarktis. Chile gör anspråk på området. Toppen på Chaplin Peak är 2 035 meter över havet, eller 371 meter över den omgivande terrängen. Bredden vid basen är 2,3 km.
Terrängen runt Chaplin Peak är kuperad åt sydväst, men åt nordost är den bergig. Trakten är obefolkad. Det finns inga samhällen i närheten. 